# Плумас (округ)
Плу́мас (англ. Plumas County) — округ на северо-востоке штата Калифорния, США. Население округа по данным переписи 2010 года составляет 20 007 человек. Административный центр — Куинси.

## История
Округ был образован в 1854 году из восточной части округа Бьютт. В 1864 году из значительной части округа Плумас был выделен новый округ Лассен. Немногим позже в состав округа Плумас вошла часть округа Сьерра.
4 августа 2021 года большая часть Гринвилла, расположенного в Плумасе, была превращена в руины пожаром Дикси, который был частью лесных пожаров в Калифорнии 2021 года. По оценкам пожарных, было разрушено 75 % строений, включая большую часть исторического центра города, в том числе, дома со столетней историей и многочисленные близлежащие дома.

## География
Общая площадь округа равняется 6770 км², из которых 6610 км² составляет суша и 160 км² (2,3 %) — водные поверхности.
Округ Плумас находится на северной оконечности хребта Сьерра-Невада. Большая часть территории округа — гористая местность, которая представляет собой переходную зону между севером Сьерра-Невады и южной оконечностью Каскадных гор. Лассен-Пик, который является самым южным вулканом Каскадных гор, расположен вблизи северной границы округа. В пределах округа расположена часть национального парка Лассен-Волканик.

## Население
По данным переписи 2000 года, население округа составляет 20 824 человека. Плотность населения равняется 3 чел/км². Расовый состав округа включает 91,8 % белых; 0,6 % чёрных или афроамериканцев; 2,6 % коренных американцев; 0,5 % азиатов; 0,1 % выходцев с тихоокеанских островов; 1,8 % представителей других рас и 2,6 % представителей двух и более рас. 5,7 % из всех рас — латиноамериканцы.
Из 9000 домохозяйств 26,4 % имеют детей в возрасте до 18 лет, 55,4 % являются супружескими парами, проживающими вместе, 8,0 % являются женщинами, проживающими без мужей, а 32,8 % не имеют семьи. 27,5 % всех домохозяйств состоят из отдельно проживающих лиц, в 10,1 % домохозяйств проживают одинокие люди в возрасте 65 лет и старше. Средний размер домохозяйства составил 2,29, а средний размер семьи — 2,77.
В округе проживает 22,7 % населения в возрасте до 18 лет; 6,0 % от 18 до 24 лет; 22,7 % от 25 до 44 лет; 30,8 % от 45 до 64 лет и 17,9 % в возрасте 65 лет и старше. Средний возраст населения — 44 года. На каждые 100 женщин приходится 99,8 мужчин. На каждые 100 женщин в возрасте 18 лет и старше приходится 97,9 мужчин.
Средний доход на домашнее хозяйство составил $36 351, а средний доход на семью $46 119. Доход на душу населения равен $19 391.
Динамика численности населения по годам:
| 1950   | 1960   | 1970   | 1980   | 1990   | 2000   | 2010   |
| ------ | ------ | ------ | ------ | ------ | ------ | ------ |
| 13 519 | 11 620 | 11 707 | 17 340 | 19 739 | 20 824 | 20 007 |